# Carl Sonnenschein
Carl Sonnenschein (Düsseldorf, 15 de juliol de 1876) - Berlín, 20 de febrer de 1929) va ser un sacerdot i escriptor alemany, fundador del Moviment Catòlic estudiantil a Alemanya.
Les Fraternitats Catòliques Alemanyes (KV) van crear el premi anual Carl Sonnenschein per premiar cada any la investigació científica més destacada d'Alemanya.

## Obra
- Die sozialstudentische Bewegung (1909)
- Notizen (Weltstadtbetrachtungen) (1926 - 1928), Berlín
- Sonntagsevangelien (Erklärungen) (1928), Berlín.